# Конып
 Коны́п  — остановочная платформа (тип населённого пункта) в Кирово-Чепецком районе Кировской области России. Входит в состав Коныпского сельского поселения.

## География
Расположена у реки Коныпка, на расстоянии примерно 22 км на юго-запад по прямой от центра района города Кирово-Чепецк у железнодорожной линии Киров-Пермь.

## История
Населённый пункт появился при строительстве железной дороги. В селении жили семьи тех, кто обслуживал железнодорожную инфраструктуру разъезда.
Известна с 1926 года как разъезд № 4 Перм. ж. д. (хозяйств 3 и жителей 5), в 1950 известен под названием № 4 и имел тип населённого пункта разъезд, хозяйств 18 и жителей 60, в 1989 уже разъезд Конып с 9 жителями.

## Население
| 2010 |
| ---- |
| 10   |

Постоянное население составляло 3 человека (русские 100 %) в 2002 году, 10 в 2010.

## Инфраструктура
Путевое хозяйство.

## Транспорт
Автомобильный (автодорога 33Р-013 в пешей доступности) и железнодорожный транспорт (платформа Конып).